# 沿岸带
沿岸帶（Littoral zone）是指海洋、湖泊或河流靠岸的区域。在沿海生態學中，它包括潮間帶，範圍從偶然被水淹沒的高潮線區域到被水长期淹沒的浅滩和湿地區域。這些術語有時可以互換使用，但地理學上的沿岸帶不僅限於岸邊水域，還包括大陸架范围内的所有浅海带。

## 描述
對「沿岸帶」的定義在學術界還沒有達成共識,其範圍和分類方法在不同場景下也有差異。對於湖泊，沿岸帶指近岸區，光能可以滲透到湖底足以讓光合作用發生的水域。
沿岸帶由於臨近水體，在水體侵蝕下形成獨特的地形和生態特徵，如河口。沿海帶內由沿岸水流引起的地質運動稱為「沿岸流」。在生物學上，豐富的水源使植物和動物種類更加多樣化，尤其是在濕地生態系統中。此外，水蒸發導致的額外濕度有助於形成獨特的微氣候，支持特殊的生物種群繁衍。

## 在海洋學和海洋生物學中的應用

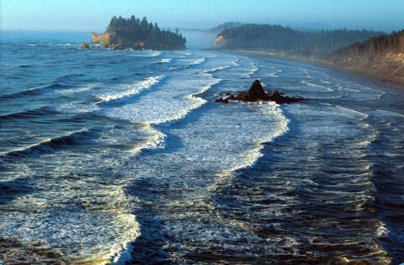
海洋的沿岸帶是指靠近岸邊並延伸到大陸架邊緣的水域。

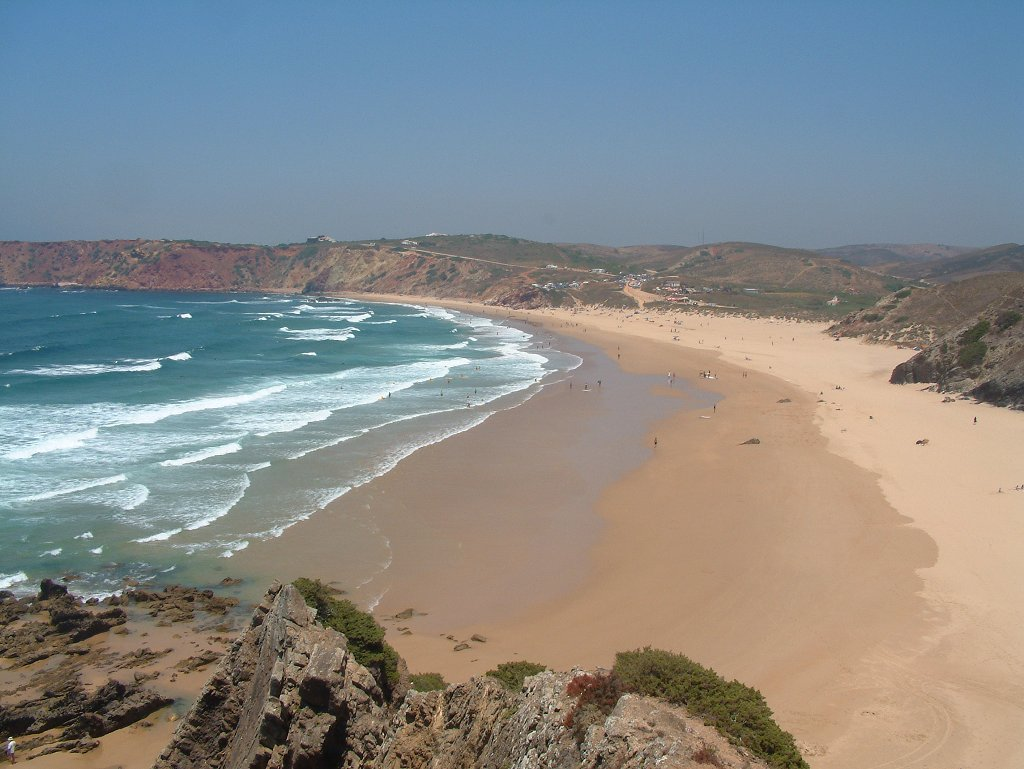
沙灘的潮間帶也屬於沿岸帶的一部分。

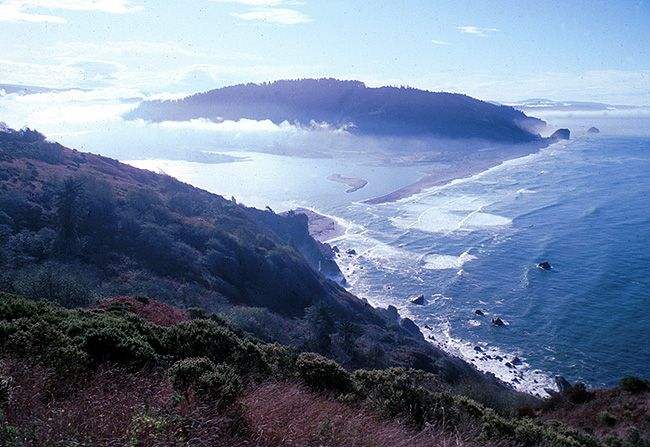
河口也屬於沿岸帶內。

在海洋學和海洋生物學中，沿岸帶從海岸線延伸到大陸架邊緣，其中包括沙灘和河口的潮間帶。沿岸帶從高潮線開始，一直延伸到大陸架邊緣。這些次級區域分別為超潮間帶區、真潮間帶區和副潮間帶區。

## 沿岸帶的棲息地
沿岸帶可以向許多脊椎動物（比如哺乳動物、水鳥、爬行動物）和無脊椎動物（如昆蟲等）提供食物和棲息地；而生活在遠洋帶的生物也高度依賴潮間帶的資源。尤其是在湖泊中，沿岸帶的氧含量高，結構複雜，可以向許多動物提供豐富的食物資源。這些因素使昆蟲多樣性高，營養關係錯綜複雜。

## 在淡水生態系統中

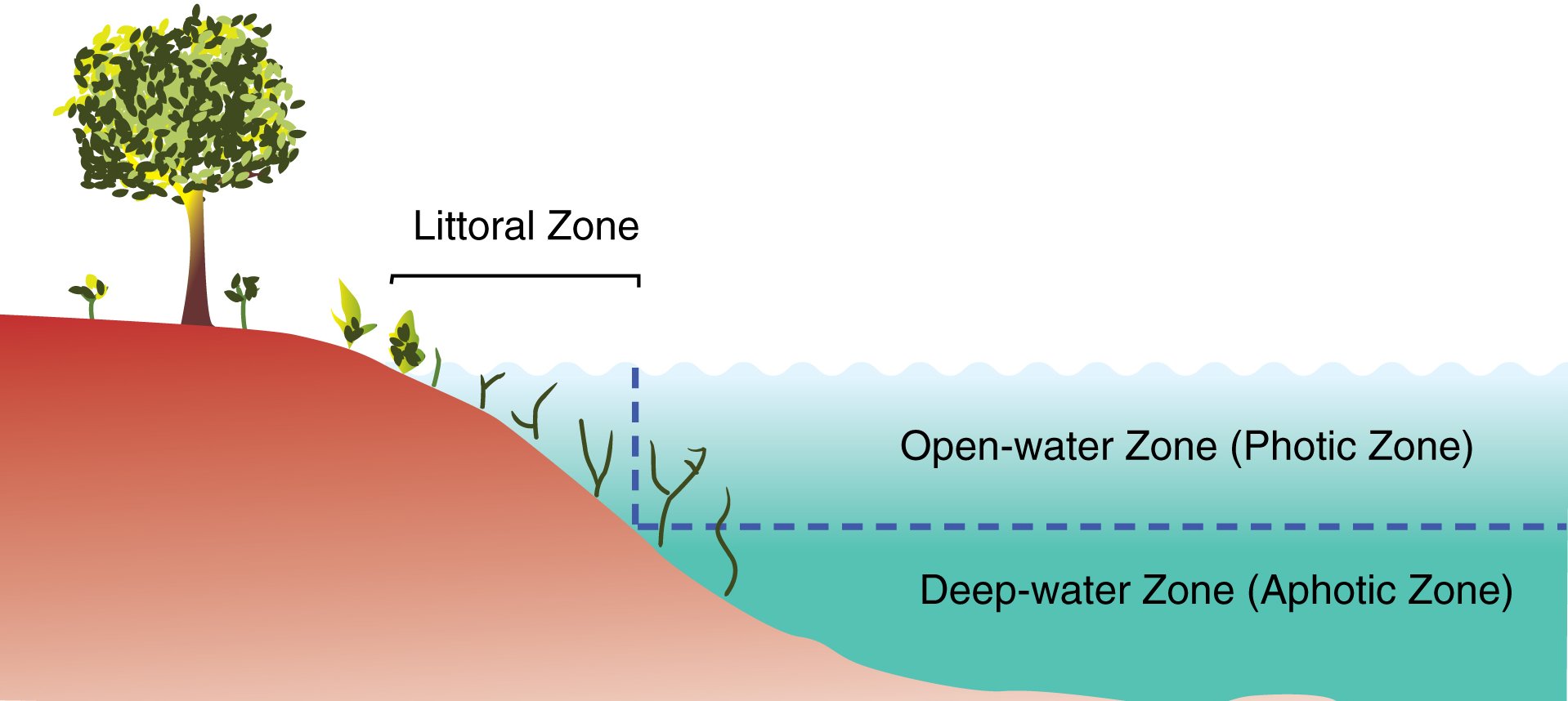
湖泊的三個主要區域是沿岸帶、開放水域（也稱為透光帶），以及深水區（也稱為無光帶）。

至於在淡水生態系統中，湖泊主要分為三個區域:沿岸帶、開闊水域(也稱透光區)和深水區(也稱無光區)。在淡水環境中，沿岸帶是重要的近岸棲息地，光合作用有效輻射能射到達湖底。有時人們根據固定水深(如15英尺以下)來定義沿岸帶從範圍，這在繪製水深圖或無光滲透測量時很有用。據估計沿岸帶占地球總湖泊面積的78%。
湖泊的沿岸帶有時定義更為具體的。例如，明尼蘇達州自然資源部將沿岸帶定義為湖泊中水深小於15英尺的區域。這個根據固定水深來定義，雖不一定能精確反映生態分區，但由於在繪製水深圖和缺乏光滲透測量時使用方便，因此有時被採用。

## 詞源
「沿岸」的英文「littoral」來自拉丁語litus, litoris，意指「岸邊」。雙t拼寫是中世紀晚期的創新，有時會看到更古典的拼寫litoral。

## 另見
- 巴蘭丁尺度
- 底棲區
- 沿海魚類
- 前海
- 潮間帶
- 湖區
- 濱海戰鬥艦
- 濱海戰爭
- 沿岸漂移
- 海洋垃圾
- 淺海區
- 遠洋帶
- 深水區
- 卵石灘